# Strasburg (Ohio)
Strasburg es una villa ubicada en el condado de Tuscarawas en el estado estadounidense de Ohio. En el Censo de 2010 tenía una población de 2608 habitantes y una densidad poblacional de 725,47 personas por km².

## Geografía
Strasburg se encuentra ubicada en las coordenadas 40°36′2″N 81°31′46″O / 40.60056, -81.52944. Según la Oficina del Censo de los Estados Unidos, Strasburg tiene una superficie total de 3.59 km², de la cual 3.59 km² corresponden a tierra firme y (0%) 0 km² es agua.

## Demografía
Según el censo de 2010, había 2608 personas residiendo en Strasburg. La densidad de población era de 725,47 hab./km². De los 2608 habitantes, Strasburg estaba compuesto por el 97.47% blancos, el 0.19% eran afroamericanos, el 0.12% eran amerindios, el 0.42% eran asiáticos, el 0.58% eran isleños del Pacífico, el 0.88% eran de otras razas y el 0.35% pertenecían a dos o más razas. Del total de la población el 1.65% eran hispanos o latinos de cualquier raza.